# Girolamo Ruggia

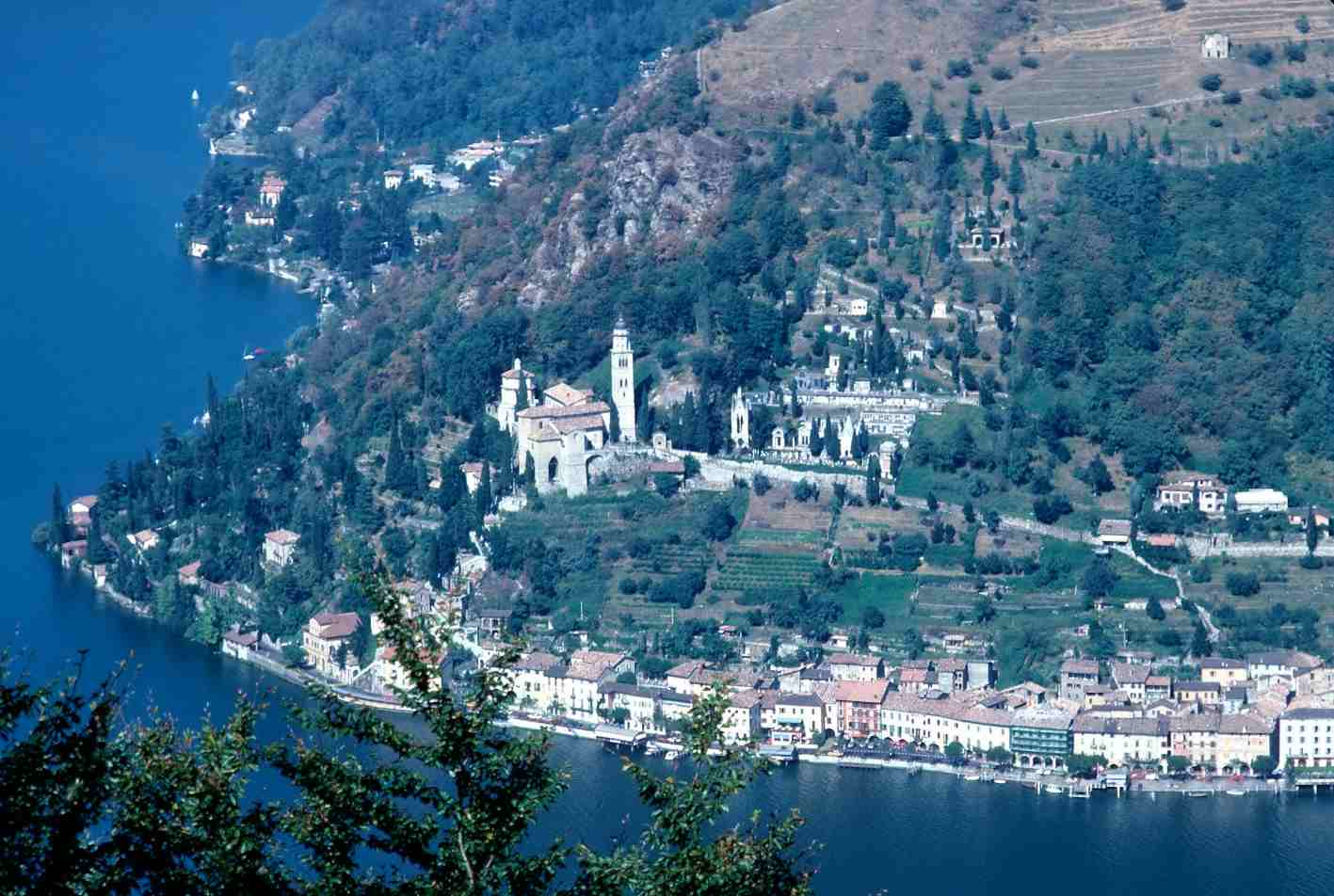
Morcote (Kreis Paradiso, Bezirk Lugano, Kanton Tessin, Schweiz) mit Monte Arbòstora (1978)

Girolamo Ruggia SJ (* 30. September 1748 in Morcote; † 29. Mai 1823 in Bologna) war ein Schweizer Jesuit und Hochschullehrer.

## Leben
Girolamo Ruggia war der Sohn von Giovanni Antonio Ruggia und dessen Ehefrau Elisabetta Sardi.
Er studierte an der Universität Venedig sowie an der Universität Rom und lehrte anschliessend humanistische Fächer in Ascoli. Nachdem der Jesuitenorden 1773 aufgehoben wurde, siedelte er als Hauslehrer ins Veneto über und unterrichtete später Rhetorik an der voruniversitären Bildungseinrichtung für Aristokraten, dem Collegio dei Nobili in Parma.
Ab 1816 hatte er den Lehrstuhl für geistliche Beredsamkeit, eloquenza sacra, an der Universität Bologna und hielt dort Vorlesungen bis zu seinem Tod.

### Schriftstellerisches Wirken
Überwiegend umfasste sein Schaffen religiöse und weltliche Gedichte, die grösstenteils in seinem zweibändigen Werk Poesie dell'abate Girolamo Ruggia enthalten sind, gemeinsam mit der Tragödie Demetrio. Darüber hinaus schrieb er Reden, das Kurzepos La coltura del cuore, Kantatentexte und dramatische Dichtungen. Er veröffentlichte seine Schriften fast ausschliesslich in Parma und Bologna.
Sein 1808 verfasster Text Pianto d'Armonia sulla morte d'Orfeo wurde von Gioacchino Rossini, der zu jener Zeit Schüler am Liceo Musicale in Bologna war, als Kantate vertont.

## Schriften (Auswahl)
- Poesie dell'abate Girolamo Ruggia. Parma 1806.
- La coltura del cuore.  Bologna 1809.
- Pel ritorno della casa Estense agli ereditarii suoi stati. Cantata. 1814.
- Delle cause che indipendentemente dalle umane vicende depravano l'eloquenza, e la poesia: orazione. 1821.